# Bortziri
|  | Aquest article tracta sobre la comarca navarresa. Si cerqueu la comarca aragonesa, vegeu «Cinco Villas (comarca d'Aragó)». |

Bortziri (en castellà Comarca de Cinco Villas) és una de les 19 comarques de Navarra, situada a la Merindad de Pamplona, a la zona septentrional dels Pirineus.

## Context geogràfic
Les cinc localitats s'assenten a banda i banda del riu Bidasoa i el seu paisatge, d'un intens color verd, es troba esquitxat de caserius entre els prats, falgueres i boscos de pins, roures, faigs i castanyers.

## Límits
Limita al nord amb el cantó d'Espelette (Lapurdi, departament de Pirineus Atlàntics), a l'est amb la vall del Baztan, al sud amb la vall de Bertizarana i a l'oest amb la vall de l'Urumea i territori històric de Guipúscoa en el País Basc (comarca del Baix Bidasoa).

## Municipis
Comprèn els municipis de:
1. Bera: 3.581 habitants (2002).
2. Lesaka: 2.665.
3. Etxalar: 788.
4. Arantza: 628.
5. Igantzi: 604.

## Personatges cèlebres
- Manuel Aznar Zubigaray (Etxalar, 1894-1975), polític i periodista.
- Genaro Zelaieta (Bera, 1954-2008), futbolista.
- Estitxu Fernandez (Lesaka, 1975-), periodista.
- Jon Abril (Bera, 1975-), periodista i polític
- Patxi Vila (Bera, 1975-), músic
- Xabier Silveira (Lesaka, 1976-), bertsolari.